# Набережная (Новгородская область)
Набережная — деревня в Солецком муниципальном районе Новгородской области, относится к Горскому сельскому поселению.

## История
Указом Президиума Верховного Совета РСФСР от 3 декабря 1953 года деревня Немецкая Лука переименована в Набережную.

## Население
| 2010 |
| ---- |
| 5    |